# Jachosze
Jachosze – część wsi Stary Bidaczów w Polsce położona w województwie lubelskim, w powiecie biłgorajskim, w gminie Biłgoraj.
W latach 1975–1998 miejscowość należała administracyjnie do województwa zamojskiego.
Wierni Kościoła rzymskokatolickiego należą do parafii Nawiedzenia Najświętszej Maryi Panny w Starym Bidaczowie.